# Cynthia Harnett
Œuvres principales
Maître Thomas et les contrebandiers ou Mystère au Moyen Âge
Cynthia Harnett (1893-1981) est une femme de lettres britannique, auteure de littérature d'enfance et de jeunesse.

## Biographie
Née à Londres, Cynthia Harnett étudie au Chelsea College of Art and Design. Elle illustre les premières éditions de plusieurs de ses romans, mais elle a aussi laissé le peintre George Vernon Stokes (1873–1954) illustrer ses livres. Ils ont cosigné ensemble des livres sur les chiens ou la campagne, comme Junk, the Puppy (1937), To Be A Farmer's Boy (1940), The Bob-Tail Pup (1944), Getting to Know Dogs (1947) ou Pets Limited (1950).
Elle est connue pour ses six romans historiques qui mettent en scène des adolescents ordinaires pris dans des événements de l'histoire de l'Angleterre, quatre de ces romans se passant au XVe siècle. Ils se caractérisent par une recherche méticuleuse du cadre quotidien et une évocation vivante de l'histoire. The Great House (1949) se situe au XVIIe siècle. The Wool-Pack (1951) montre une guilde de marchands de laine dans les Cotswolds en 1493 ; ce roman reçoit la médaille Carnegie. Ring Out Bow Bells! (1953) raconte l'histoire d'un apprenti sous le règne de Henri V. The Load of Unicorn (1959) montre les débuts de l'imprimerie en Angleterre. The Writing on the Hearth (1971) s'intéresse à une école fondée par la petite-fille de Geoffrey Chaucer.

## Œuvre traduite en français
- Maître Thomas et les contrebandiers (The Wool-Pack, 1951), illustrations de Cynthia Harnett, traduit de l'anglais par Bee Formentelli, Gallimard Jeunesse, coll. Folio junior, 2005; rééd. sous le titre Mystère au Moyen Âge, même coll., 2011.